# Canthon edmondsi
Canthon edmondsi là một loài bọ cánh cứng trong họ Bọ hung (Scarabaeidae).